# Decharge
Decharge betyder, at en ledelse (ofte bestyrelse og direktion) fritages for ansvar for forhold, som der er oplyst om i et regnskab.
Spørgsmålet om decharge behandles ofte på generalforsamlinger sammen med godkendelse af regnskabet. Der er i princippet tale om to forskellige beslutninger:
1. Godkendelse af regnskabet, altså af at regnskabet afspejler de faktiske forhold.
2. Meddelelse af ansvarsfrihed for det i regnskabet oplyste.

Det kan godt forekomme, at regnskabet er korrekt, men at nogle af de dispositioner, som har ført til det, er kritisable og måske ansvarspådragende.
Det er kun forhold, hvorom der er oplyst i regnskabet, som opnår ansvarsfrihed; uoplyste forhold vil stadig kunne udløse erstatningsansvar. En lang række forhold er skønt måske kritisable allerede ansvarsfri eller dækket af en ansvarsforsikring, og decharge anses derfor ikke for at indebære nogen stor reel beslutning.
Decharge-instituttet anvendes især i ældre aktieselskaber.

## Den Europæiske Union
Indenfor EU's organisationer dækker decharge over godkendelse af et regnskab.

## Ekstern henvisning
- Salmonsens forklaring af decharge Arkiveret 3. marts 2012 hos  Wayback Machine
- DECHARGE – En redegørelse og empirisk undersøgelse af begrebet decharge – bør den moderne virksomhed anvende decharge? (Webside ikke længere tilgængelig) – kandidatafhandling af cand.merc.jur. Sune Søgaard og cand.merc.jur Jan Balslev, 2005.